# Старый Фортунат
«Старый Фортунат» (англ. The Pleasant Comedie of Old Fortunatus) — фольклорно-лирическая пьеса английского драматурга Томаса Деккера, в которой смешаны стихи и проза. Написана в 1599 году на основе немецкой легенды о Фортунате и его волшебном неистощимом кошельке. Хотя пьесу не так легко классифицировать, она была названа «единственным примером интерлюдии, вдохновленной всецело развитым гением Ренессанса».

## Сюжет
Нищий по имени Фортунат встречает на своём пути богиню Фортуну, которая предлагает ему выбор между мудростью, силой, здоровьем, красотой, длинной жизнью и богатством. Он выбирает богатство и получает кошелёк, из которого он может достать десять золотых монет в любое время. Обрадованный Фортунат отправляется на Кипр, чтобы навестить своих двух сыновей, безрассудного мота Анделосия и более благоразумного, но лишённого воображения Ампедо. На Кипр также идут богиня Фортуна и её свита в лице Порока и Добродетели, которые сажают два дерева; дерево Порока покрывается многочисленными плодами, в то время как дерево Добродетели едва приносит хоть какие-то плоды.
Фортунат тем временем посещает двор султана Турции, где обманывает султана с помощью своей чудесной шляпы, которая имеет свойство перенести владельца туда, куда сам пожелает. Затем возвращается на Кипр, но его роскошная жизнь обрывается Фортуной, и Фортунату наследуют сыновья; они соглашаются, что Анделосия возьмёт кошелёк, а Ампедо — шляпу.
Анделосия направляется в Англию, где сватается к Агриппине, дочери короля Ательстана, но она его обманывает, лишая кошелька. Вернувшись на Кипр, Анделосия отнимает у Ампедо его шляпу, затем, переодевшись, вновь едет в Англию, в надежде вернуть кошелёк. Хотя он преуспевает в похищении Агриппины, та берет чудесную шляпу и использует её для возвращения домой. Мало того, что Анделосия теперь потерял и кошелёк и шляпу, он также превратился в рогатого зверя, неразумно отведав яблок с дерева, посаженного Пороком. Добродетель предлагает превратить его обратно в человека, если он попробует её плоды, хотя и горькие на вкус. Он делает это, и преображается и физически, и духовно. По совету богини Фортуны, переодевшийся Анделосия, отправляется в Англию, в надежде вернуть кошелёк и шляпу. Там он находит не только Агриппину но и брата. Он отбирает у принцессы чудесные предметы и отдаёт шляпу Ампедо, который тут же сжигает её за принесённые шляпой несчастья. Но теперь братья не имеют возможности сбежать, воспользовавшись силой шляпы, и схвачены английскими придворными. Их помещают в застенок, где те и умирают. Фортуна возвращает чудесный кошелек себе. В заключение звучит сценический призыв, чтобы королева Елизавета рассудила, кто же в итоге победил — Порок или Добродетель.

## Написание и публикация
Пьеса основана на старой немецкой сказке про Фортуната, впервые изданной как брошюра в Аугсбурге в 1509 году, а затем, в несколько иной форме, во Франкфурте-на-Майне в 1550 году. В 1553 году сюжет был драматизирован Гансом Саксом. Английская пьеса под названием «The First Part of Fortunatus» («Первая часть Фортуната») была выпущена в 1596 году, но её текст не сохранился, и её отношение к пьесе Деккера было предметом многочисленных догадок. «Старый Фортунат» был написан Деккером в ноябре 1599 года для театрального импресарио Филипа Хенслоу и его труппы «Admiral’s Men». Текст, имеющейся в настоящее время, является пересмотренным, с изменениями, внесёнными незадолго до выступления перед королевой Елизаветой I, состоявшимся 27 декабря 1599 года. В начале 1600 года текст был опубликован in-quarto, что подразумевало, что эта пьеса больше не играется на публичной сцене.

## Воссоздание и восприятие
Когда Чарльз Лэмб в своей книге «Specimens of English Dramatic Poets Who Lived about the Time of Shakespeare» (1808) привлёк внимание общественности к лучшим образцам английского драматического искусства времён правления Елизаветы и короля Якова I, он привёл значительные отрывки из «Старого Фортуната», и заявил, что человек, который это написал «имел достаточно поэзии для любой вещи». Первое издание пьесы за более чем 200-летний перерыв появилось в 1814 году, в составе «Old English Plays» Чарльза-Вентворта Дирка. В 1819 году пьеса была поставлена в театре Ковент-Гарден, шла в продолжение одиннадцати вечеров, в сопровождении музыки Генри Бишопа. В том же году Уильям Хэзлит в «Лекциях о драматической литературе эпохи Елизаветы», высказался о наличии в «Старом Фортунате» «праздной болтливости возраста со свежестью и весёлостью молодости, что до сих пор ещё на его щеке и в его сердце». Позже в этом же столетии Джеймс Рассел Лоуэлл называл постановку «моей любимой», а критик Джордж Сейнтсбери писал, что эта пьеса является «в крайней степени сырой и непереваренной, но незрелая энергия автора ещё более очевидна». Историк литературы Адольф Уильям Уорд уравновешивал недостатки и достоинства произведения, подчёркивая очарование простоты и искренности темы.

## Современные английские издания
- Ernest Rhys (ред.) Thomas Dekker London: Vizetelly & Co., 1887. Repr. London: T. Fisher Unwin, 1888, and again 1904. Репринтное издание: London: Ernest Benn, 1949.
- Hans Scherer (ред.) The Pleasant Comedie of Old Fortunatus Erlangen: A. Deichert, 1901.
- William Henry Oliphant Smeaton (ред.) Old Fortunatus: A Play London: J. M. Dent, 1904.
- Fredson Bowers (ред.) The Dramatic Works of Thomas Dekker, vol. 1, Cambridge: Cambridge University Press, 1953.
- Old Fortunatus: 1600 Menston: Scolar Press, 1971. Факсимиле-репринт издания 1600 года.

## Веб-ссылки
- (англ.) Интернет-издание на Luminarium Editions
- (англ.) Интернет-издание на Google Books
- (англ.) Интернет-издание University of Virginia Library